# Arnold Flögl
Arnold Flögl (Kroměříž, 10 de juliol de 1885 - Bratislava, 20 de novembre de 1950) fou un baix eslovac.
Originalment era tècnic dental. Des de 1909 al cor de Martin, on el 1912 va aparèixer com a amateur a Der Freischütz de Weber. A continuació, va acceptar una invitació al Teatre Nacional de Praga, on va ser convidat des del desembre de 1912 fins a abril de 1913. A partir d'aquí, es va convertir en un membre habitual de l'Òpera Nacional del Teatre, on va treballar fins al juliol de 1919 Després d'abandonar el Teatre Nacional, va treballar a l'Òpera de Zagreb. Va tornar a treballar a Praga i finalment va aconseguir un compromís en l'òpera del Teatre Nacional de Brno, on va treballar del 1924 al 1930. A partir del 1930 va ser solista a l'Òpera del Teatre Nacional Eslovac a Bratislava, on va treballar fins a la seva mort. Va ser professor a l'Acadèmia de Música i Teatre d'Eslovàquia i al Conservatori Estatal de Bratislava (1935-1945). Alguns dels seus alumnes van ser: John Hadraba, Olga Hanáková, Gizela Veclova i altres.
Va destacar en la seva veu bellament entrenada. Va desenvolupar la veu de baix des de les profunditats i les alçades sonores completes. Amb la seva actuació, podia encarnar papers seriosos i grotescament demoníacs que posen en relleu el medi natural d'expressió. També va ser conegut com a artista d'òperes de Wagner. Els seus papers més importants inclouen Gildas (Starý krá), Gremin (Eugene Onegin), Mefistòfil (Faust), Don Quichotte (Don Quichotte), Mons Ernest (Karlštejn), Herman (Tannhäuser), Cardinal (Židovka), Duch (Tajomstvo), Lucifer (Čert a Káča), entre d'altres.
En els últims anys va aparèixer com a actor en diverses pel·lícules.
La Temporada 1935-1936 va cantar al Gran Teatre del Liceu de Barcelona.